# Bierzo

Bierzo

Le Bierzo (espagnol : el Bierzo) est une comarque de l'ouest de la province de León.

## Géographie
D'une superficie denviron 3 000 km2, elle se situe dans une région montagneuse entre la Cordillère Cantabrique, les Monts de Léon et les Monts Aquiliens, qui compte plusieurs sommets de 2 000 m.

## Histoire
Appartenant dans l'Antiquité au territoire du peuple celtibère des Astures, il fut occupé par les Romains après une campagne d'Octave-Auguste entre 29 et 19 av. J.-C. La récente découverte de l'inscription latine dite « édit du Bierzo » pourrait éclairer cette phase de la conquête romaine mais l'authenticité du document est sujette à caution. 
Les Romains y développèrent plusieurs exploitations aurifères dont on voit encore des traces à Las Medulas.
Le Bierzo est traversé par le Camino francés et le Camino de Invierno du pèlerinage de Saint-Jacques-de-Compostelle.

## Monuments
- L'Église Santiago de Peñalba du Xe siècle, typique de l'architecture mozarabe (art de repeuplement).
- Le château de Ponferrada des Templiers, l'église Nuestra Señora de la Encina et l’église Santo Tomás de las Ollas de style d'art de repeuplement.
- À Villafranca del Bierzo, l’église Saint Jacques et la collégiale Santa Maria de style clunisien.

## Communes
| - Arganza - Balboa - Barjas - Bembibre - Berlanga del Bierzo - Borrenes - Cabañas Raras - Cacabelos - Camponaraya - Candín - Carracedelo - Carucedo | - Castropodame - Congosto - Corullón - Cubillos del Sil - Fabero - Folgoso de la Ribera - Igüeña - Molinaseca - Noceda del Bierzo - Oencia - Páramo del Sil - Peranzanes | - Ponferrada - Priaranza del Bierzo - Puente de Domingo Flórez - Sancedo - Sobrado - Toral de los Vados - Toreno - Torre del Bierzo - Trabadelo - Vega de Espinareda - Vega de Valcarce - Villafranca del Bierzo |